# Chondrostega
Chondrostega is een geslacht van vlinders uit de familie van de spinners (Lasiocampidae) en de onderfamilie Chondrosteginae.

## Soorten
- Chondrostega aurivillii Püngeler, 1902
- Chondrostega constantina Aurivillius, 1894
- Chondrostega darius Wiltshire, 1952
- Chondrostega fasciana Staudinger, 1891
- Chondrostega goetschmanni Sterz, 1915
- Chondrostega murina Aurivillus, 1927
- Chondrostega osthelderi Püngeler, 1925
- Chondrostega pastrana Lederer, 1858
- Chondrostega subfasciata (Klug, 1830)
- Chondrostega tingitana Powell, 1916
- Chondrostega vandalicia (Millière, 1865)